# دیوید ادلستین
دیوید ادلستین (به انگلیسی: David Edelstein) (زاده ۱۹۵۹) منتقد فیلم ارشد مجله نیویورک، و هم‌چنین منتقد فیلم برنامه رادیویی فرش ایر در رادیوی عمومی ملی و نیوز ساندی مورنینگ سی‌بی‌اس است. ادلستین به همراه همسرش، راشل کلی‌من و دو دخترش، لوسی و سیلویا ادلستین در بروکلین، نیویورک زندگی می‌کند.